# Dong-Hyek Lim
Dans ce nom coréen, le nom de famille, Lim, précède le nom personnel.
Dong-hyek Lim (né le 25 juillet 1984 à Séoul), est un pianiste sud-coréen. Il a étudié à Moscou, puis avec Emanuel Ax à l’école de musique Julliard School de New York.
Il interprète principalement Chopin, Bach, mais aussi Schubert, Beethoven ou Tchaïkovski.

## Enfance
Dong-hyek Lim commence à étudier le piano à l'âge de sept ans, suivant le chemin de son frère aîné Dong-Min Lim, lui aussi jeune pianiste reconnu. Il remporte le Grand Prix au concours du Hanguk Daily Newspaper et est élu meilleur jeune pianiste de l’année par la Korean Children Association à l’âge de neuf ans. En 1994, il va à Moscou pour étudier la musique. Il est diplômé en 1998 et devient le plus jeune étudiant de l'histoire du Conservatoire Tchaïkovski de Moscou où il poursuit ses études avec Lev Naoumov pour professeur. Il donne à onze ans un concert auquel assiste le Patriarche orthodoxe Alexis II, puis joue devant le président russe Boris Eltsine à douze ans.

## Récompenses
Dong-hyek reçoit les distinctions de divers concours. Il attire en 1996 une attention internationale en remportant le second prix du Concours Chopin des jeunes pianistes à Moscou, étant le plus jeune participant de cette année (le premier prix est attribué à son frère aîné). 
En 2000, il gagne le cinquième prix du Concours international de piano Ferruccio-Busoni en Italie et, plus tard dans l'année, le second prix du Concours international Hamamatsu au Japon.
En décembre 2001, il devient non seulement le plus jeune vainqueur du Premier Grand Prix de l'histoire du Concours international Marguerite-Long-Jacques-Thibaud à Paris, mais y remporte aussi cinq autres récompenses.
En 2003, il crée une polémique en refusant le troisième prix du Concours musical international Reine-Élisabeth-de-Belgique à Bruxelles.
En octobre 2005, il se présente au 15e Concours international de piano Frédéric-Chopin à Varsovie et, pour la première fois dans l’histoire de la Corée, gagne le troisième prix qu'il partage avec son frère (le jury considérant que Rafał Blechacz, lauréat premier prix, supplante de loin les autres finalistes, aucun second prix n’est attribué).
En juin 2007, Lim participe à la 13e édition du Concours international Tchaïkovski à Moscou, et partage le quatrième prix avec Sergueï Sobolev (aucun premier prix n’est attribué).

## Représentations
Lors de ses apparitions, son jeu subtil et expressif lui fait rencontrer un assez franc succès. Il joue à la Petite puis à la Grande Salle du Conservatoire de Moscou, aux salles Pleyel et Cortot à Paris, au Palais Lazienski à Varsovie, à la Konzerthaus à Berlin, et partage même l’affiche avec Martha Argerich à la Salle du Philharmonique de Beppu au Japon. Il apparaît aussi dans de nombreux festivals de renom, dont le Festival Verbier en Suisse, le Festival de piano Ruhr en Allemagne ou le 57e Festival Chopin en Pologne, ainsi qu’en France aux Festivals de La Roque d'Anthéron, de Montpellier Radio France et aux Jacobins.
En 2002, il apparaît aux côtés du NHK Symphony Orchestra, de l’Orchestre philharmonique de Radio France, et du Nouvel orchestre philharmonique du Japon au Suntory Hall sous la baguette de Charles Dutoit et Myung-Whun Chung entre autres. Il donne aussi des récitals à l’Auditorium du Louvre, au Hong-Kong City Hall ou au Festival Martha Argerich à Lugano. 
En 2003 joue aux côtés de l'Orchestre philharmonique de Saint-Pétersbourg sous la direction de Iouri Temirkanov, puis retourne au Nouvel orchestre philharmonique du Japon au Suntory Hall.
Il donne en dehors de cela des récitals réguliers en Asie et plus particulièrement en Corée où il est aimé au-delà de tout ce qui peut habituellement être réservé à un musicien classique. Depuis 2008, il apparaît notamment dans une suite de concerts dédiés à Jean-Sébastien Bach, dont un brillant récital à Séoul en mars 2008, tournant baroque dans un répertoire jusque-là largement tourné vers le romantisme, et qui lui permet de mettre en avant de magnifiques capacités dans l'équilibre et la pureté du son.
Il rejoint pour sa saison 2 l'Ensemble Ditto, ensemble de musique de chambre avec Richard Yongjae O'Neill (Alto), Stefan Jackiw et Johnny Lee (violons), Patrick Jee (Violoncelle) et DaXun Zhang (Contrebasse).
En juin 2009, il participe au festival Radio classique organisé à Paris, au Festival de piano de la Ruhr (Allemagne) et au Festival d'Été de Lyon (France).

## Enregistrements
En mai 2001, Lim devient l'un des plus jeunes pianistes à signer un contrat d’enregistrement avec EMI Classics, et reçoit en France le Diapason d’or pour son premier album, enregistré en juin 2002 dans la série “Martha Argerich présente” et incluant des œuvres de Chopin (Scherzo no 2, Nocturne no 8, Ballade no 1, Étude op. 10 no 1), Schubert (quatre Impromptus op. 90) et Ravel (La Valse, poème chorégraphique).
Son deuxième disque enregistré en 2004 pour EMI ne présente quant à lui que des œuvres de Chopin : la Sonate no 3 en Si mineur, trois Mazurkas, le Nocturne no 2, la Fantaisie-Impromptu et la Grande polonaise, précédée de son Andante Spianato. Ce disque lui vaut un Choc du Monde de la musique.
En 2008, Dong-hyek enregistre un troisième disque pour EMI. Consacré à Jean-Sébastien Bach, il comprend les Variations Goldberg et la transcription pour piano seul de la Chaconne (cinquième mouvement de la Partita pour violon seul n° 2 en ré mineur BWV 1004) par Busoni.
Il existe par ailleurs un enregistrement des prestations de Dong-hyek Lim réalisé lors du 15e Concours international Frédéric Chopin de piano de 2005 (2 cédéroms Victor VICC-60493 et VICC-60494).